# Ministry
Ministry är ett amerikanskt industrialband som bildades 1981 av Alain Jourgensen. Debutalbumet var With Sympathy 1983 men försäljningen gick trögt. Bandmedlemmen Stephen George slutade och Jourgensen förde bandet in i en annan riktning, mer "hardcore", inför skivan Twitch 1985.
Även om skivan Twitch inte sålde särskilt bra så var det den som ledde Ministry in i industrialgenren. Tillsammans med Paul Barker, William Rieflin, Mike Scaccia och Chris Connelly, spelade Jourgensen in skivan The Land of Rape and Honey 1988. Skivan blev en succé på undergroundscenen. Uppföljaren The Mind is a Terrible Thing to Taste blev även den lika hyllad. Båda skivorna tänjde ut definitionen industrial då de innehöll den täta och tjocka ljudbilden som tidigare ingick i thrash metal-genren, och därtill obskyra samplingar och okonventionella elektroniska ljudbearbetningar. 1992 släpptes deras absolut mest kända skiva "Psalm 69: The Way to Succeed and the Way to Suck Eggs" med hitlåtar som "N.W.O", "Jesus Built My Hotrod" och den mest klassiska industrihymnen "Just One Fix".

## Medlemmar
Nuvarande medlemmar
- Al Jourgensen – sång, keyboard, synthesizer, gitarr, basgitarr, trummor, m.m. (1981–2008, 2011–2013, 2014–)
- John Bechdel – keyboard (2006–2008, 2011–2013, 2014–)
- Sin Quirin – gitarr (2007–2008, 2012–)
- Cesar Soto – gitarr, bakgrundssång (2015–)
- Tony Campos – basgitarr, bakgrundssång (2008, 2011–2015, 2017–)
- Derek Abrams – trummor (2017–2018, 2018–)

Tidigare medlemmar
- Mike Scaccia – gitarr, basgitarr (1989–1995, 2003–2006, 2011–2012) (avliden 23 december 2012)
- John Davis – keyboard, bakgrundssång (1981–1982)
- Stephen George – trummor (1981–1984)
- Robert Roberts – keyboard, bakgrundssång (1981–1983)
- Brad Hallen – basgitarr (1983–1984)
- Paul Barker – basgitarr, keyboard, programmering, sång (1986–2003)
- Bill Rieflin – trummor, keyboard, gitarr (1986–1994)
- Mike Scaccia – gitarr (1989–1995, 2003–2006, 2011–2012) (avliden 2012)
- Louis Svitek – gitarr (1992–1999, 2003)
- Duane Buford – keyboard (1994–1999)
- Rey Washam – trummor, slagverk, programmering (1994–1999, 2003)
- Zlatko Hukic – gitarr (1996–1999)
- Max Brody – trummor, slagverk, programmering, saxofon (1999–2004)
- Paul Raven – basgitarr, keyboard (2005–2007) (avliden 2007)
- Aaron Rossi – trummor (2008, 2011–2016)
- Tommy Victor – gitarr, basgitarr (2005–2008, 2011–2012)
- Roy Mayorga – trummor (2016, 2017)
- Jason Christopher – basgitarr, bakgrundssång (2016–2017)
- DJ Swamp – turntable (2017–2018)

Turnerande medlemmar
- Burton C. Bell – sång (2008, 2018–)

Tidigare turnerande medlemmar
- Paul Taylor – keyboard (1981)
- Marty Sorenson – basgitarr (1981–1982)
- Shay Jones – sång (1982–1983)
- Mark Pothier – keyboard, bakgrundssång (1983)
- Doug Chamberlin – keyboard, bakgrundssång (1983–1984)
- Patty Jourgensen – keyboard, bakgrundssång (1984)
- Yvonne Gage – sång (1984)
- John Soroka – keyboard, percussion, bakgrundssång (1984)
- Roland Barker – keyboard, saxofon (1986, 1992–1993)
- Sarolta DeFaltay – keyboard, bakgrundssång (1986)
- Marston Daley – keyboard (1987)
- Jeff Ward – trummor (1988) (avliden 1993)
- Nivek Ogre – sång, gitarr, keyboard (1988–1990)
- Martin Atkins – trummor (1989–1990)
- William Tucker – gitarr (1989–1990) (avliden 1999)
- Joe Kelly – sång (1989–1990)
- Chris Connelly – sång, keyboard (1989–1990, 1992–1993)
- Terry Roberts – gitarr, bakgrundssång (1989–1990)
- Michael Balch – keyboard, programmering (1991–1992)
- Michel Bassin – gitarr (1992)
- Sam Ladwig – gitarr (1992)
- Casey Orr – basgitarr (1992, 2012)
- Tia Sprocket – trummor (2003) (avliden 2017)
- Darrell James – keyboard (2003–2004)
- Rick Valles – gitarr (2004)
- Mark Baker – trummor (2004–2005)
- John Monte – basgitarr (2004)
- Eddy Garcia – basgitarr (2004)
- Joey Jordison – trummor (2006)
- Mandi Martyr – basgitarr (2016)
- Thomas Holtgreve – trummor (2017)

## Diskografi

### Album
Studioalbum
- With Sympathy (1983)
- Twitch (1986)

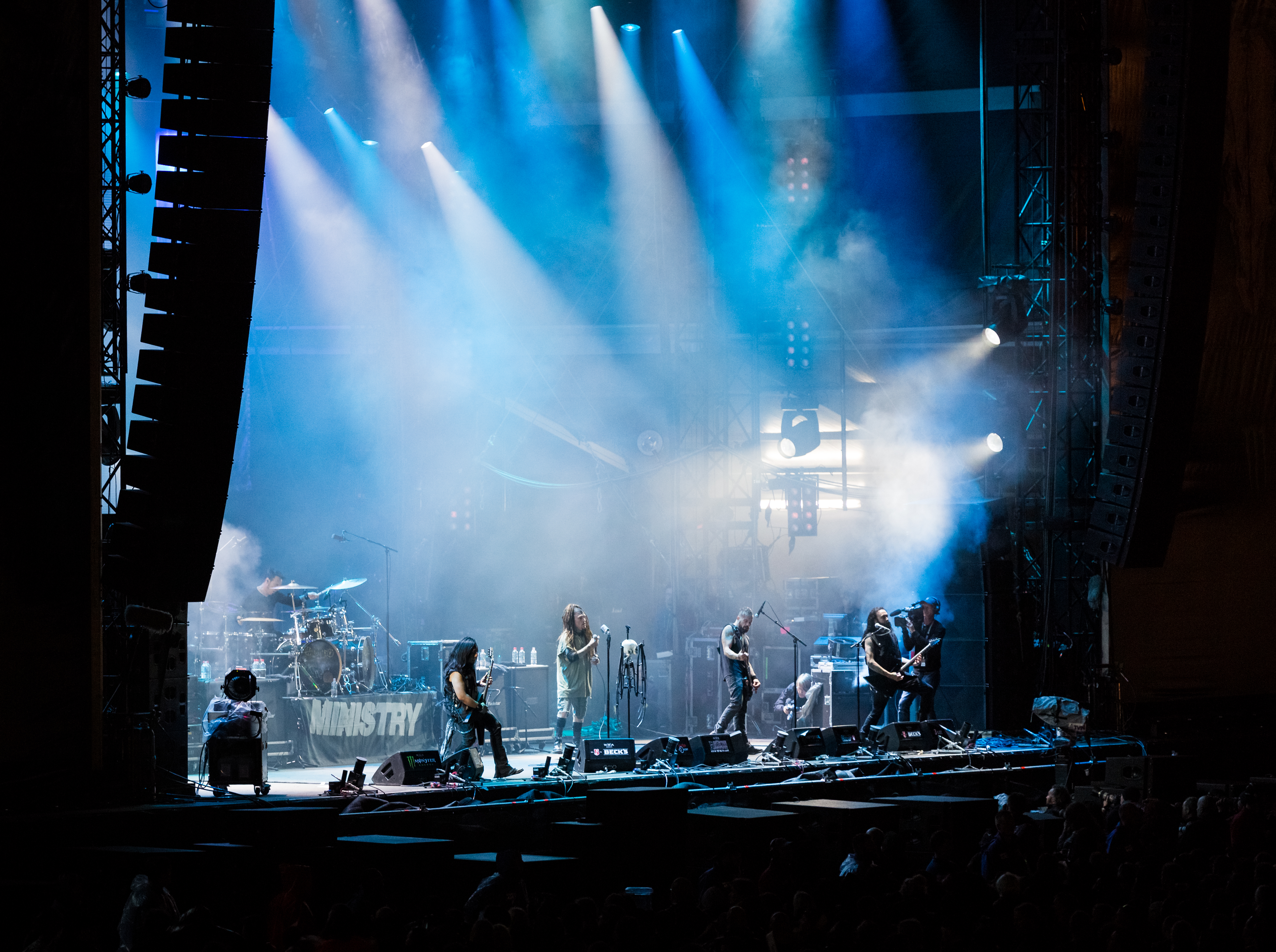
Ministry under Wacken Open Air 2016.

- The Land of Rape and Honey (1989)
- The Mind is a Terrible Thing to Taste (1990)
- Psalm 69: The Way to Succeed and the Way to Suck Eggs (1992)
- Filth Pig (1996)
- Dark Side of the Spoon (1999)
- Animositisomina (2003)
- Houses of the Molé (2004)
- Rio Grande Blood (2006)
- The Last Sucker (2007)
- Relapse (2012)
- From Beer to Eternity (2013)
- AmeriKKKant (2018)
- Moral Hygiene (2021)
- Hopiumforthemasses (2024)

Livealbum
- In Case You Didn't Feel Like Showing Up (1990)
- Just Another Fix (1995)
- Sphinctour (2002)
- Adios... Putas Madres (2009)
- Enjoy the Quiet—Live at Wacken 2012 (2013)
- Last Tangle in Paris / Live 2012 Defibrila Tour (2014)
- Toronto 1986 (2015)
- Live Necronomicon (2017)

Samlingsalbum / remixalbum

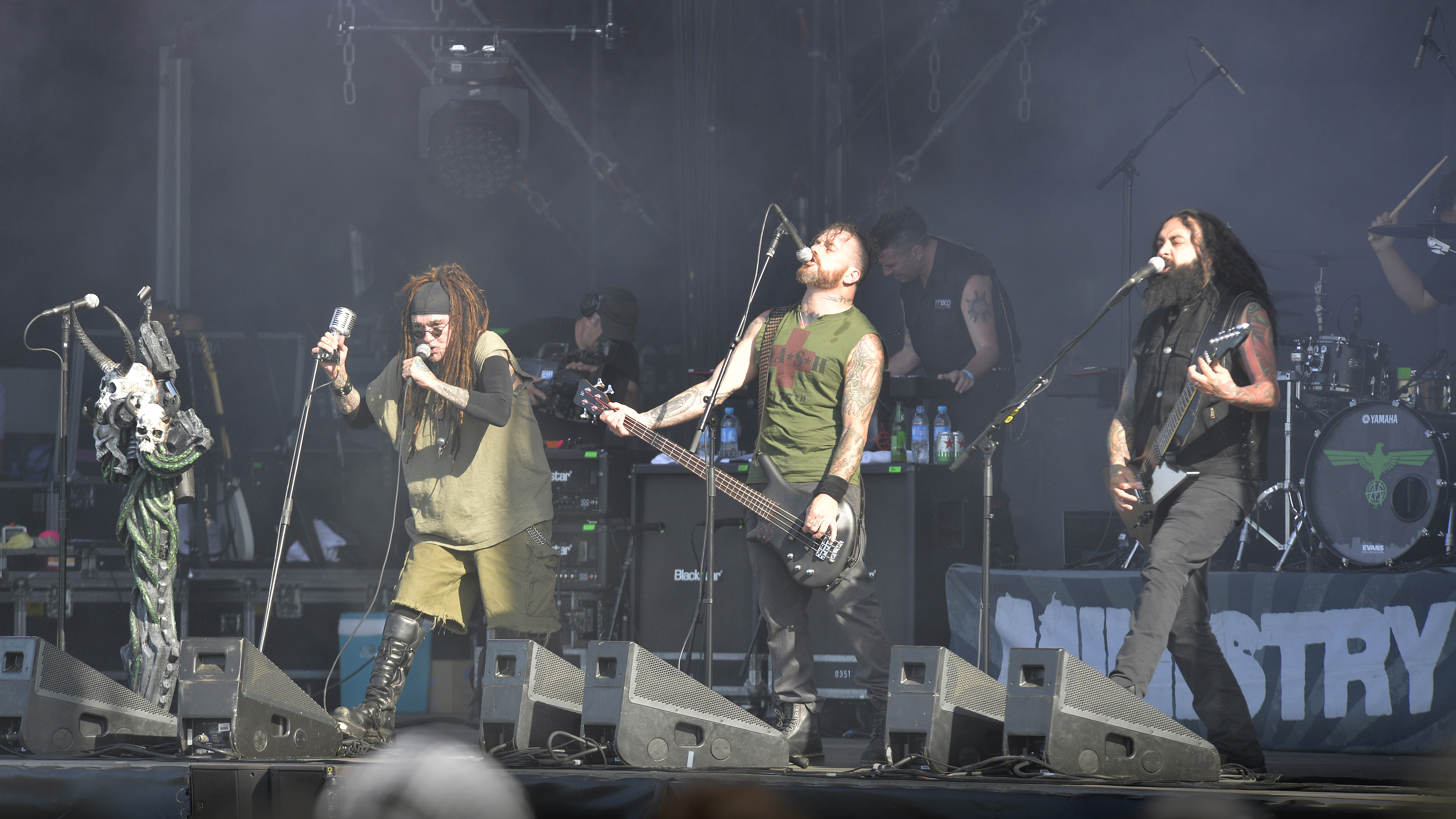
Ministry under Hellfest 2017.

- Twelve Inch Singles (1981–1984) (1988)
- Box (1993)
- Greatest Fits (2001)
- Twitched (2003)
- Early Trax (2004)
- Side Trax (2004)
- Rantology (2005)
- Rio Grande Dub (2007)
- Cover Up (2008)
- The Last Dubber (2009)
- MiXXXes of the Molé (2010)
- Every Day Is Halloween: The Anthology (2010)
- Undercover (2010)
- Very Best of Fixes and Remixes (2011)

### Singlar
- "Cold Life" (1981)
- "I Wanted to Tell Her" (1983)
- "Revenge" (1983)
- "Work for Love" (1983)
- "All Day" (1984)
- "The Nature of Love" (1984)
- "Over the Shoulder" (1985)
- "Halloween Remix" (1987)
- Stigmata (1988)
- "Burning Inside" (1989)
- "Jesus Built My Hotrod" (1991)
- "N.W.O." (1992)
- "Just One Fix" (1992)
- "The Fall" (1995)
- "Lay Lady Lay" (1995)
- "Brick Windows" (1996)
- "Bad Blood" (1999)
- "No "W" " (2004)
- "99 Percenters" (2012)
- "Ghouldiggers" (2012)
- "Double Tap" (2012)
- "Permawar" (2013)
- "Dancing Madly Backwards" (2017)

### Video/DVD
- In Case You Didn't Feel Like Showing Up (1991)
- Tapes of Wrath (2000)
- Sphinctour (2001)
- Adios Putas Madres *LIVE* (2008)